# Меморіал жертвам комунізму
Меморіал жертвам комунізму (англ. Victims of Communism Memorial) — меморіал у Вашингтоні, округ Колумбія, США, розташований на перетині Массачусетської та Нью-Джерсі авеню і G Street, NW, за два квартали від Юніон-Стейшн і в межах видимості Капітолія. Меморіал присвячений «більш ніж ста мільйонам жертв комунізму». Меморіальний фонд жертв комунізму заявляє, що метою меморіалу є забезпечення «викладання історії комуністичної тиранії майбутнім поколінням». Меморіал був відкритий президентом США Джорджем Бушем 12 червня 2007 року. Він був присвячений 20-й річниці промови президента Рональда Рейгана «Знесіть цю стіну» перед Берлінським муром.
Меморіал містить триметрову бронзову копію Богині Демократії, встановлену студентами під час протестів і різанини на площі Тяньаньмень у 1989 році. Дизайн пам'ятника і статуя є роботами скульптора Томаса Марша. У 1994 році він очолив проєкт з відтворення Богині Демократії в китайському кварталі Сан-Франциско. Напис на пам'ятнику:
(Спереду) «Понад ста мільйонам жертв комунізму і тим, хто любить свободу»
(Ззаду) «За свободу і незалежність всіх поневолених націй і народів»

## Тло
Законопроєкт H.R. 3000, авторами якого були представники Дана Рорабахер і Том Лантос та сенатори Клейборн Пелл і Джессі Гелмс, про дозвіл на створення меморіалу був одноголосно прийнятий 17 грудня 1993 року і підписаний президентом Біллом Клінтоном, ставши Публічним законом 103-199, розділ 905. Його підтримали відомі консерватори, зокрема Лев Добрянський, Гровер Норквіст, Збігнєв Бжезінський і Лі Едвардс. Через затримки у створенні меморіалу, дозвіл був згодом продовжений розділом 326 Публічного закону 105-277, схваленого 21 жовтня 1998 року, до 17 грудня 2007 року. На Меморіальний фонд жертв комунізму було покладено обов'язок фінансувати й керувати першими етапами планування меморіалу.
У листопаді 2005 року Національна комісія з капітального планування схвалила проєкт пам'ятника. Після того, як було зібрано понад 825 000 доларів США на витрати на будівництво та утримання, 27 вересня 2006 року відбулася церемонія закладання першого каменю.

## Церемонія відкриття

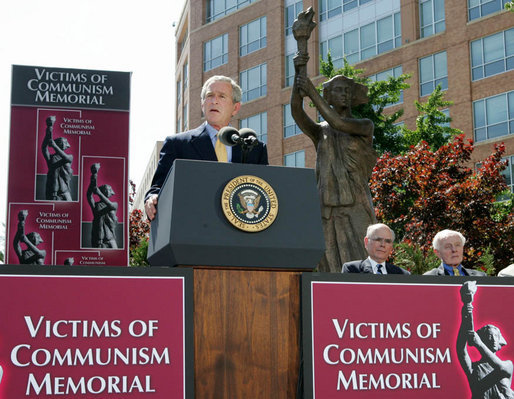
Джордж В. Буш виступив на церемонії відкриття меморіалу.

12 червня 2007 року відбулося офіційне відкриття меморіалу. Серед сотень запрошених гостей були люди з багатьох країн, які зазнали поневірянь під час комуністичних режимів, такі як в'єтнамський поет Нгуєн Чі Тхієн, китайський політв'язень Гаррі Ву, литовська журналістка-антикомуністка Нійоле Садунайте та інші. Під час церемонії відкриття президент Джордж Вокер Буш згадав мільйони неназваних жертв комуністичного режиму:
Невинні українці, вбиті голодом під час сталінського Великого голоду. Росіяни, вбиті під час сталінських чисток. Литовці, латиші, естонці, завантажені у вагони для худоби й депортовані до морозних таборів смерті радянського комунізму. Китайці, вбиті під час Великого стрибка та Культурної ревлолюції. Камбоджійці, биті на «Полях смерті» Пол Пота. Східні німці, застрелені при спробі подолати Берлінський мур, щоби дістатись свободи. Поляки, вбитів Катинському лісі. Ефіопи, вбиті під час червоного терору. Індіанці міскіто, вбиті сандіністською диктатурою Нікарагуа. Кубинські бальєрос, що потонули, рятуючись від тиранії.
Президент Буш також сказав: «Ми ніколи не дізнаємося імен усіх загиблих, але в цьому священному місці пам'ять про невідомих жертв комунізму буде збережена. Ми присвячуємо цей меморіал, тому що у нас є зобов'язання перед тими, хто загинув, згадати їх і вшанувати пам'ять». Буш прирівняв комунізм до загрози тероризму, яка тоді стояла перед США: «Як і комуністи, терористи та радикали, які напали на нашу країну, є послідовниками вбивчої ідеології, яка зневажає свободу, придушує будь-яке інакомислення, має експансіоністські амбіції й переслідує тоталітарні цілі».
У першу річницю відбулася ще одна церемонія, організована Міжнародним комітетом у справах Криму. 9 червня 2011 року відбулася друга церемонія вшанування пам'яті за участю представників етнічних і релігійних груп, які постраждали від комуністичних режимів.

## Реакція інших країн

### Росія
Андрій Циганков з Державного університету Сан-Франциско розкритикував статую як вираження антиросійського лобі у Вашингтоні. Він зобразив його як відродження символіки холодної війни.

Російський політик Геннадій Зюганов, лідер Комуністичної партії Російської Федерації, також розкритикував меморіал:
Скільки б американський президент не відкривав пам'ятників, це не змиє з його рук кров убитих мирних жителів в Іраку, Афганістані та Сомалі, а також сербів у Косово. А американський концтабір у Гуантанамо, так само як і таємні в'язниці ЦРУ у Східній Європі, назавжди залишаться в чорному списку злодіянь глобалізаторів. Саме насаджувана США і паном Бушем система пограбування «золотим мільярдом» решти світу винна в тому, що від голоду страждає майже мільярд людей, а щодня від недоїдання помирає 17 тисяч дітей. Скидаючи соціальні та екологічні витрати глобального капіталізму на все людство, США та їхні союзники винні в незліченних лихах народів планети.

### КНР
Статуя викликала критику з боку посольства Китаю у Вашингтоні, оскільки меморіал нагадує протести на площі Тяньаньмень. Речник китайського міністерства закордонних справ звинуватив США у просуванні думок часів холодної війни та втручанні у внутрішні справи Китаю і висловив офіційний протест. Посольство назвало спорудження пам'ятника «спробою дискредитувати Китай». Голова Меморіального фонду жертв комунізму Лі Едвардс заявив, що йому не відомо про жодну офіційну скаргу.